# The Legend of Bhagat Singh
The Legend of Bhagat Singh – bollywoodzki dramat historyczny wyreżyserowany w 2002 roku przez Rajkumara Santoshiego, autora Lajja, China Gate i Mundur. W rolach głównych Ajay Devgan i Sushant Singh. Tematem filmu jest historia Bhagata Singha, bojownika o wyzwolenie Indii spod okupacji brytyjskiej. Film zestawia ze sobą dwa sposoby walki – Gandhiego metodę "non-violence"- walki bez przemocy i rewolucyjną zbrojną walkę Bhagata Singha.

## Obsada
- Ajay Devgan – Bhagat Singh – National Film Award dla Najlepszego Aktora
- Sushant Singh – Sukhdev
- Amrita Rao – Mannewali
- D. Santosh – Rajguru
- Akhilendra Mishra – Chandrashekhar Azad
- Jatin Das – Amitabha Bhattacharyya
- Lord Irwin – Gil Alon
- Kartar Singh – Raj Babbar
- Jailor – Mukesh Tiwari
- Ramprasad Bismil – Ganesh Yadav
- Fanindranath Ghosh – Abir Goswami
- Farida Jalal – matka Bhagata
- Saurabh Dubey – Jawaharlal Nehru

## Piosenki
- Pagdi Sambal Jatta – Sukhwinder Singh
- Desh Mere Desh – A.R.Rehman & Sukhwinder Singh
- Sarfaroshi Ki Tamana – Sonu Nigam & Hariharan
- Sarfaroshi Ki Tamana II – Sonu Nigam
- Mera Rang De Basanti – Manmohan Waris & Sonu Nigam
- Dil Se Niklegi – Sukhwinder Singh
- Shora So Pahchaniye – Kartik & Raquib & Sukhwinder Singh
- Jogiya Jogiya – Alka Yagnik & Udit Narayan
- Mahive Mahive – Alka Yagnik & Udit Narayan
- Kasam Tumko Watan – Sukhwinder Singh